# Parlamento de Yugoslavia
El Parlamento de Yugoslavia fue el órgano legislativo de Yugoslavia durante sus sucesivas denominaciones, y existió con varias interrupciones entre 1919 y 1990. Antes de la Segunda Guerra Mundial, durante el Reino de Yugoslavia, fue conocido como Asamblea Nacional (Narodna skupština), mientras que en la República Federativa Socialista de Yugoslavia el nombre se cambió a Asamblea Federal (Savezna skupština). Era el cuerpo deliberativo oficial del estado yugoslavo, que existió desde 1919 hasta 1992 y su sede durante la mayor parte de este tiempo se ubicó en el Palacio de la Asamblea Nacional en Belgrado, que desde 2006 ocupa la Asamblea Nacional de Serbia.

## Reino de Yugoslavia

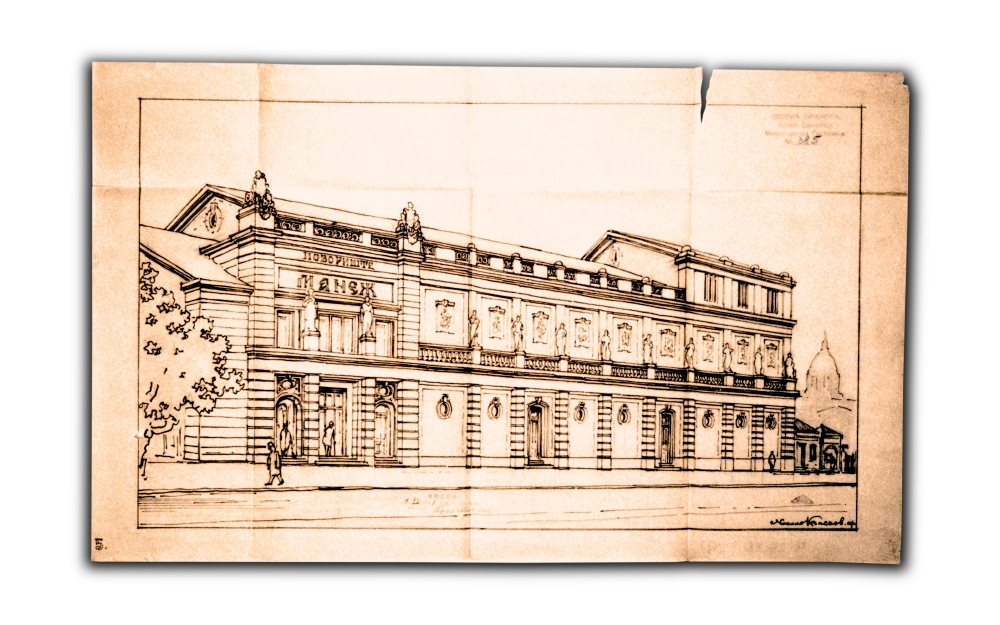
El Teatro de Vračar, en la calle Kralja Milana, fue sede del parlamento yugoslavo hasta 1936.

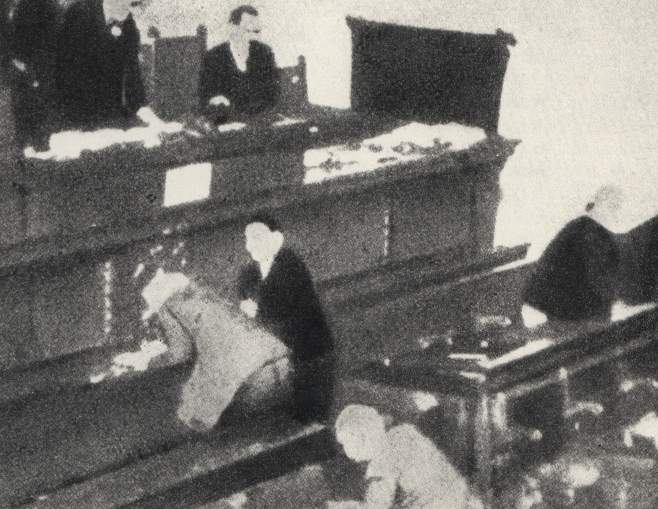
Imagen tomada en el parlamento el 20 de junio de 1928 durante el ataque de Puniša Račić contra los representantes croatas, que causó la muerte instantánea a Pavle Radić y Đuro Basariček, y unos días más tarde a Stjepan Radić, todos ellos del Partido Campesino Croata.

El primer cuerpo parlamentario del estado fue la Representación Nacional Temporal, que existió de forma temporal en el recién formado Reino de los Serbios, Croatas y Eslovenos, y se reunió el 1 de marzo de 1919. Los representantes fueron seleccionados por la Asamblea Nacional de Serbia, que representaba al Reino de Serbia, y por el Consejo Nacional de los Eslovenos, Croatas y Serbios que representaba al Estado de los Eslovenos, Croatas y Serbios.
Las primeras elecciones se celebraron el 28 de noviembre de 1920, y el nuevo parlamento fue nombrado como Asamblea Constitucional. La asamblea adoptó la controvertida Constitución de Vidovdan el 28 de junio de 1921, después de lo cual se conoció como Asamblea Nacional. La constitución se aplicó hasta la proclamación de la dictadura real el 6 de enero de 1929 por el rey, Alejandro I de Yugoslavia, meses después de la muerte del dirigente nacionalista croata Stjepan Radić y otros dos representantes croatas, asesinados por el diputado montenegrino Puniša Račić en el hemiciclo del parlamento, lo que supuso la suspensión del mismo.
Después del final de la dictadura del 6 de enero, en 1931 el reino regresó a una monarquía constitucional y la Asamblea Nacional se convirtió en la Representación Nacional, que consistía en la Asamblea Nacional (cámara baja) y el Senado (cámara superior).
Hasta 1936, las sesiones parlamentarias se celebraron en el edificio del Teatro de Vračar, en el n.º 50 de la calle Kralja Milana de Belgrado. En 1936, la asamblea se trasladó al Palacio de la Asamblea Nacional, comenzado en 1907 durante el reinado de Pedro I de Serbia y diseñado por Konstantin Jovanović en 1891, como sede de la Asamblea Nacional de Serbia.

### Legislaturas
| Legislatura                                                                | Elecciones               | Período                                         | Diputados |
| -------------------------------------------------------------------------- | ------------------------ | ----------------------------------------------- | --------- |
| Asamblea constituyente                                                     | 28 de noviembre de 1920  | 23 de diciembre de 1920 - 20 de octubre de 1922 | 517       |
| I.                                                                         | 18 de marzo de 1923      | 16 de abril de 1923 - 10 de noviembre de 1924   | 313       |
| II.                                                                        | 8 de febrero de 1925     | 7 de marzo de 1925 - 15 de junio de 1926        | 313       |
| III.                                                                       | 11 de septiembre de 1927 | 5 de octubre de 1927 - 6 de enero de 1929       | 315       |
| Entre el 6 de enero de 1929 y el 8 de noviembre de 1931 no hubo parlamento |                          |                                                 |           |
| IV.                                                                        | 8 de noviembre de 1931   | 7 de diciembre de 1931 - 7 de febrero de 1935   | 306       |
| V.                                                                         | 5 de mayo de 1935        | 3 de junio de 1935 - 17 de marzo de 1938        | 368       |
| VI.                                                                        | 11 de diciembre de 1938  | 16 de febrero de 1939 - 1941                    | 374       |

## Segunda Guerra Mundial

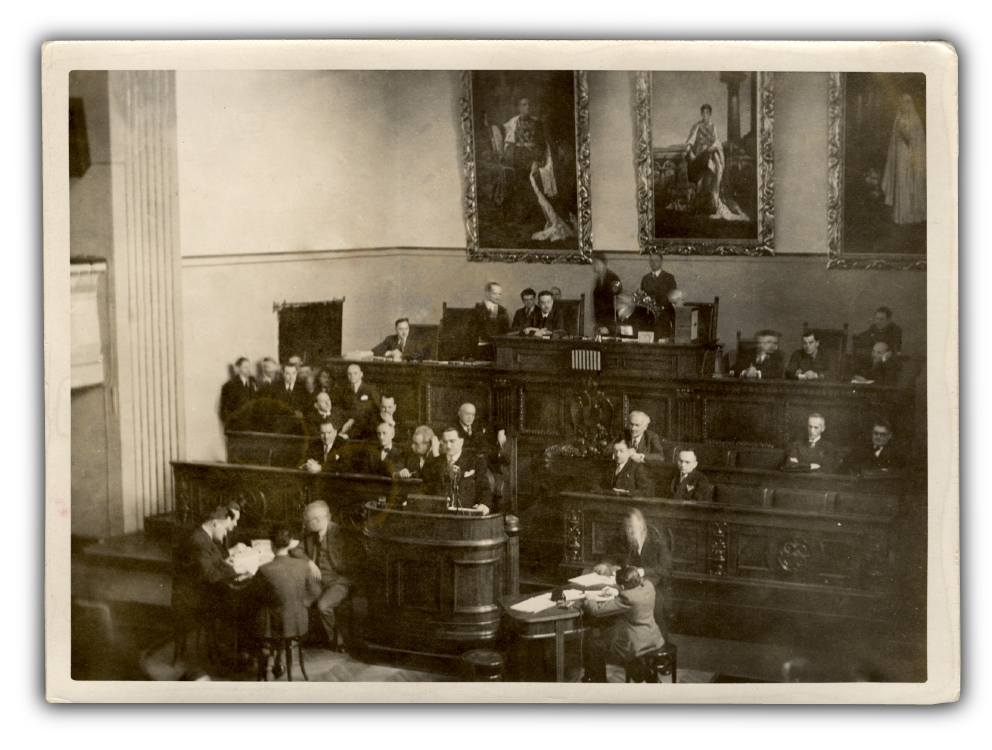
Milan Stojadinović durante una sesión de la Asamblea Nacional en 1936.

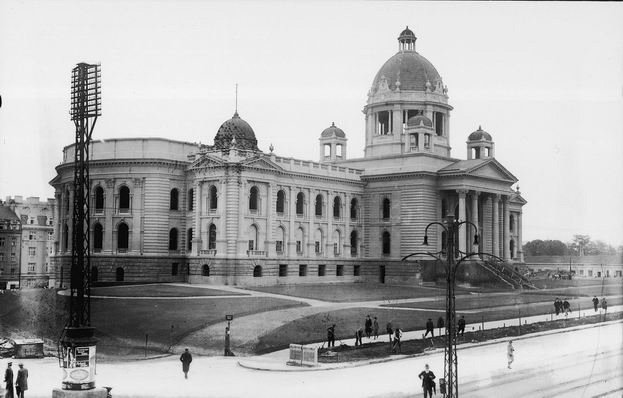
Palacio de la Asamblea Nacional durante su construcción. En 1936, el parlamento del Reino de Yugoslavia se trasladó al nuevo edificio, concebido en 1907 como sede de la Asamblea Nacional de Serbia.

Durante la ocupación del Eje de Yugoslavia (1941-1944), el Consejo Antifascista de Liberación Nacional de Yugoslavia (AVNOJ) fue la organización política general de los consejos de liberación nacional de la Resistencia Yugoslava.

## Yugoslavia socialista
Como resultado del Tratado de Vis, el AVNOJ se transformó en la Asamblea Nacional Temporal, que también incluyó a varias docenas de miembros de la asamblea elegidos en 1938. Después de la consolidación del poder por parte de los comunistas a fines de 1945, se estableció la Asamblea Constitucional. La Asamblea Constitucional se dividió en dos cámaras: la Asamblea Federal y la Asamblea de los Pueblos.
Con la adopción de una constitución en 1946, se adoptó nuevamente el nombre de Asamblea Nacional. Estaba dividida en dos consejos (cámaras): el Consejo Federal y el Consejo de los Pueblos. En 1953, la Asamblea Popular Federal se dividió en el Consejo Federal y el Consejo de Productores (desde 1953 hasta 1967 el Consejo de los Pueblos formó parte del Consejo Federal).
En 1963, la Asamblea Federal se dividió en cinco consejos: el Consejo Federal, el Consejo Económico, el Consejo Educativo-Cultural, el Consejo de Salud Social y el Consejo de Organización y Política. En 1967 se reintrodujo el Consejo de los Pueblos, en 1968 se abolió el Consejo Federal y el Consejo Político de la Organización cambió su nombre a Consejo Sociopolítico. La Asamblea Federal de Yugoslavia fue la única asamblea pentacameral (más tarde hexacameral) en el mundo. En 1974, la Asamblea de la República Federativa Socialista de Yugoslavia se dividió nuevamente en dos cámaras: el Consejo Federal y el Consejo de Repúblicas y Provincias.
La Asamblea Federal estaba compuesta por miembros designados de la Liga de Comunistas de Yugoslavia compilados de las Ligas de los Comunistas de cada república constituyente.
Después de la proclamación de la Constitución yugoslava de 1974, la asamblea fue bicameral, con la cámara baja llamada Cámara Federal y la cámara alta Cámara de Repúblicas y Provincias. La Cámara Federal tenía 30 miembros de cada República y 20 de cada Provincia Autónoma, mientras que la Cámara de Repúblicas y Provincias tenía 12 miembros de cada República y 8 de cada Provincia Autónoma.

### Presidentes de la Asamblea Federal (1963-1992)
| Período      | Presidente            |
| ------------ | --------------------- |
| 1963 — 1967. | Edvard Kardelj        |
| 1967 — 1971. | Milentije Popović     |
| 1971 — 1974. | Mijalko Todorović     |
| 1974 — 1978. | Kiro Gligorov         |
| 1978 — 1982. | Dragoslav Marković    |
| 1982 — 1984. | Raif Dizdarević       |
| 1984 — 1986. | Dušan Alimpić         |
| 1986 — 1988. | Marjan Rožič          |
| 1988 — 1992. | Slobodan Gligorijević |

## Disolución
Cuando la Liga de los Comunistas se derrumbó en 1990 en medio de tensiones étnicas, la Asamblea Federal fue clausurada. La institución resucitaría como la Asamblea Federal de la República Federal de Yugoslavia en 1992, compuesta por el Consejo de Ciudadanos y el Consejo Republicano. El parlamento fue escenario en 2000 de importantes protestas y movilizaciones durante la Revolución Bulldozer que causó la salida del poder de Slobodan Milošević. En 2003, la RFY dio paso a Serbia y Montenegro, y en 2006 la República de Serbia recuperó su estatus de Estado soberano, convirtiéndose la Asamblea Nacional de Serbia en su órgano legislativo.